# Saint-Pierre-et-Saint-Michel (Saint-Urcize)

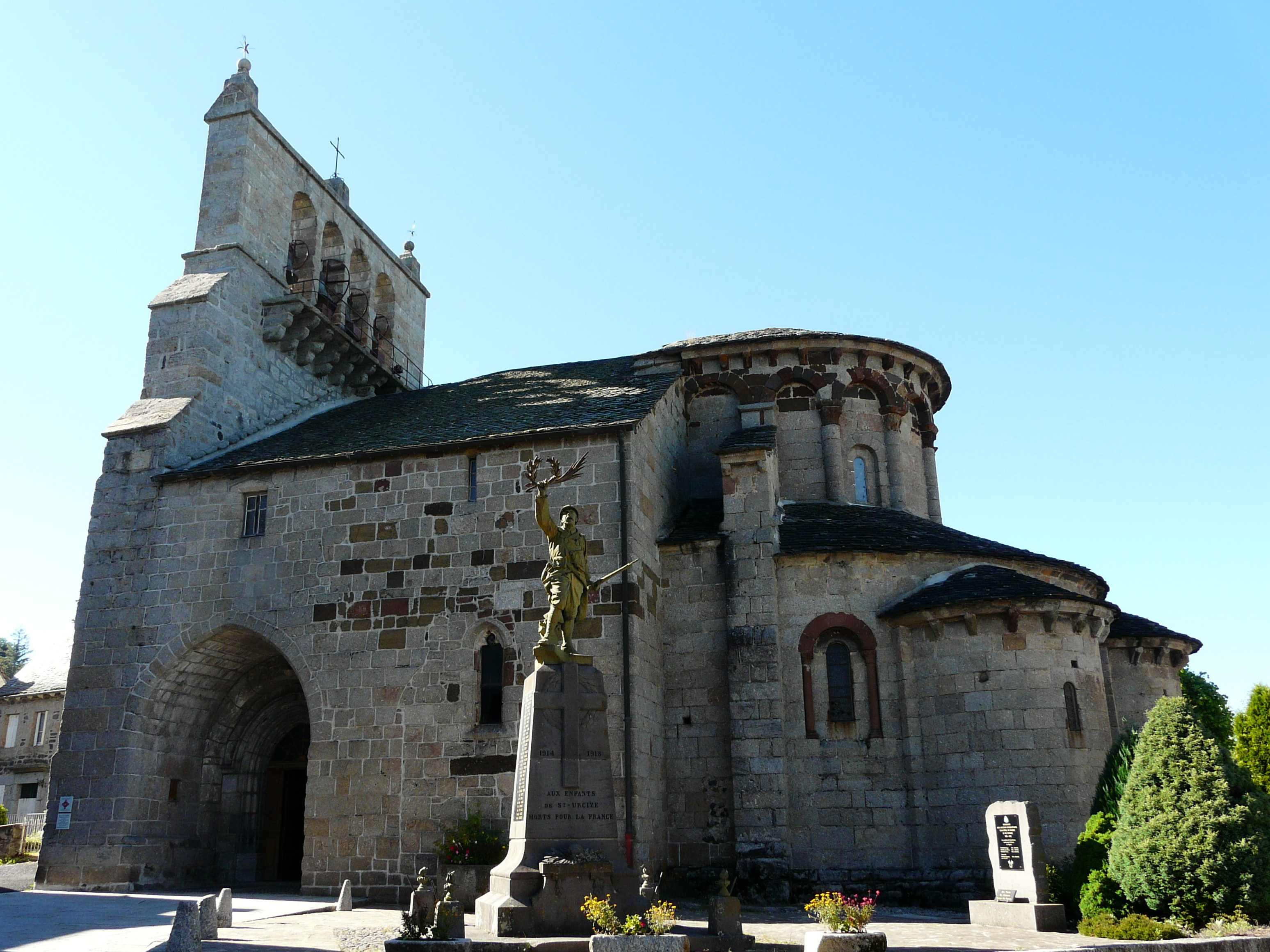
Kirche Saint-Pierre-et-Saint-Michel im Ort Saint-Urcize

Die Kirche Saint-Pierre-et-Saint-Michel im Ort Saint-Urcize in der Kulturlandschaft des Aubrac ist eine romanische Pilgerkirche des 12. bis 15. Jahrhunderts. Sie war ursprünglich dem hl. Ursicinus von Cahors, einem halb legendären Bischof des 6. Jahrhunderts geweiht, erhielt jedoch später ein neues Patrozinium zu Ehren des Erzengels Michael und des Apostels Petrus. Der Kirchenbau wurde bereits im Jahr 1921 als Monument historique anerkannt.

## Lage
Die Kirche Saint-Pierre-et-Saint-Michel liegt im ca. 1150 m hoch gelegenen Ort Saint-Urcize im Arrondissement Saint-Flour im äußersten Süden des französischen Départements Cantal. Die Entfernung nach Saint-Flour beträgt knapp 50 km in nördlicher Richtung; die Départementshauptstadt Aurillac ist ca. 90 km in nordwestlicher Richtung entfernt.

## Historischer Hintergrund
Der Ort Saint-Urcize lag am Jakobsweg der Via Podiensis, die Le Puy in der Auvergne mit Saint-Jean-Pied-de-Port in den westlichen Pyrenäen verband. Entlang des Weges entstanden mehrere mittelalterliche Kirchen und Hospize, von denen die meisten verschwunden sind. Die Kirche Saint-Pierre-et-Saint-Michel gehörte ehemals zu einem Priorat der Abtei La Chaise-Dieu. Während der Französischen Revolution wurde das Priorat aufgelöst; die Kirche blieb als Pfarrkirche erhalten, wohingegen die Nebengebäude verschwanden.

## Architektur
Größere Pilgerkirchen sind häufig an ihrem Chorumgang erkennbar, der eine Lenkung der Pilgerströme ermöglichte; für eine Prioratskirche sprechen die an den Chorumgang anschließenden Radialkapellen. Während der äußere untere Chorbereich ansonsten ungegliedert ist, zeigt der obere Teil vorgesetzte Halbsäulen mit schmucklosen Kapitellen; unter den jeweiligen Dachtraufen finden sich Konsolenfriese. Die gesamte dreischiffige Choranlage mit den zwischen den Kapellen befindlichen Fenstern aus rötlichem Sandstein entstand im 12. Jahrhundert aus auvergnatischen Basalt (Fundamente) und Granit (Aufbauten). Das nur einschiffige, aber etwas höhere Langhaus entstand im 14. oder 15. Jahrhundert; aus dieser Zeit stammt auch die vierteilige Glockenarkade (clocher mur). Im Innern ist der Chorumgang zum Altarraum hin durch Säulen mit leicht verzierten Kapitellen abgegrenzt.

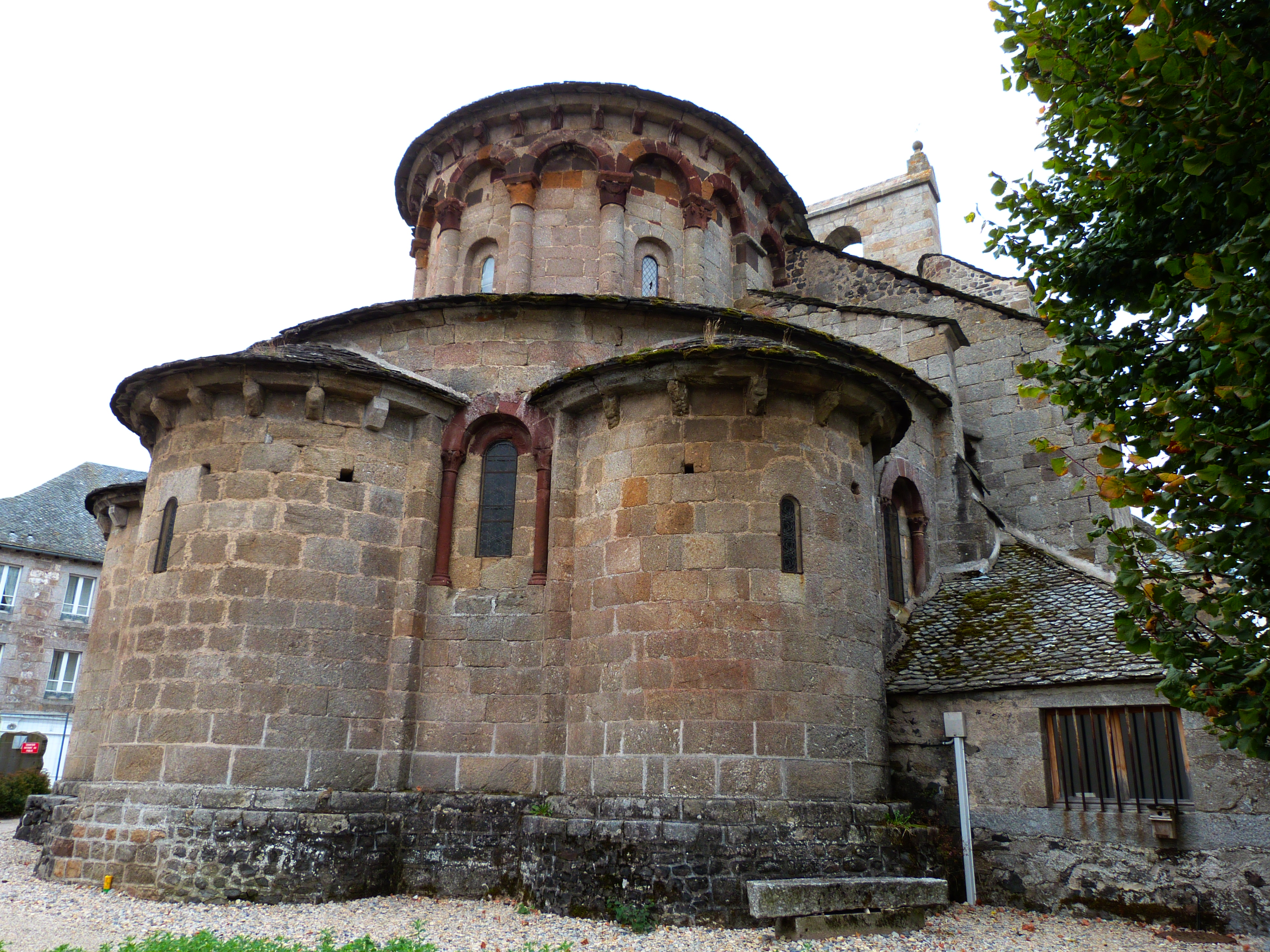
Chorpartie
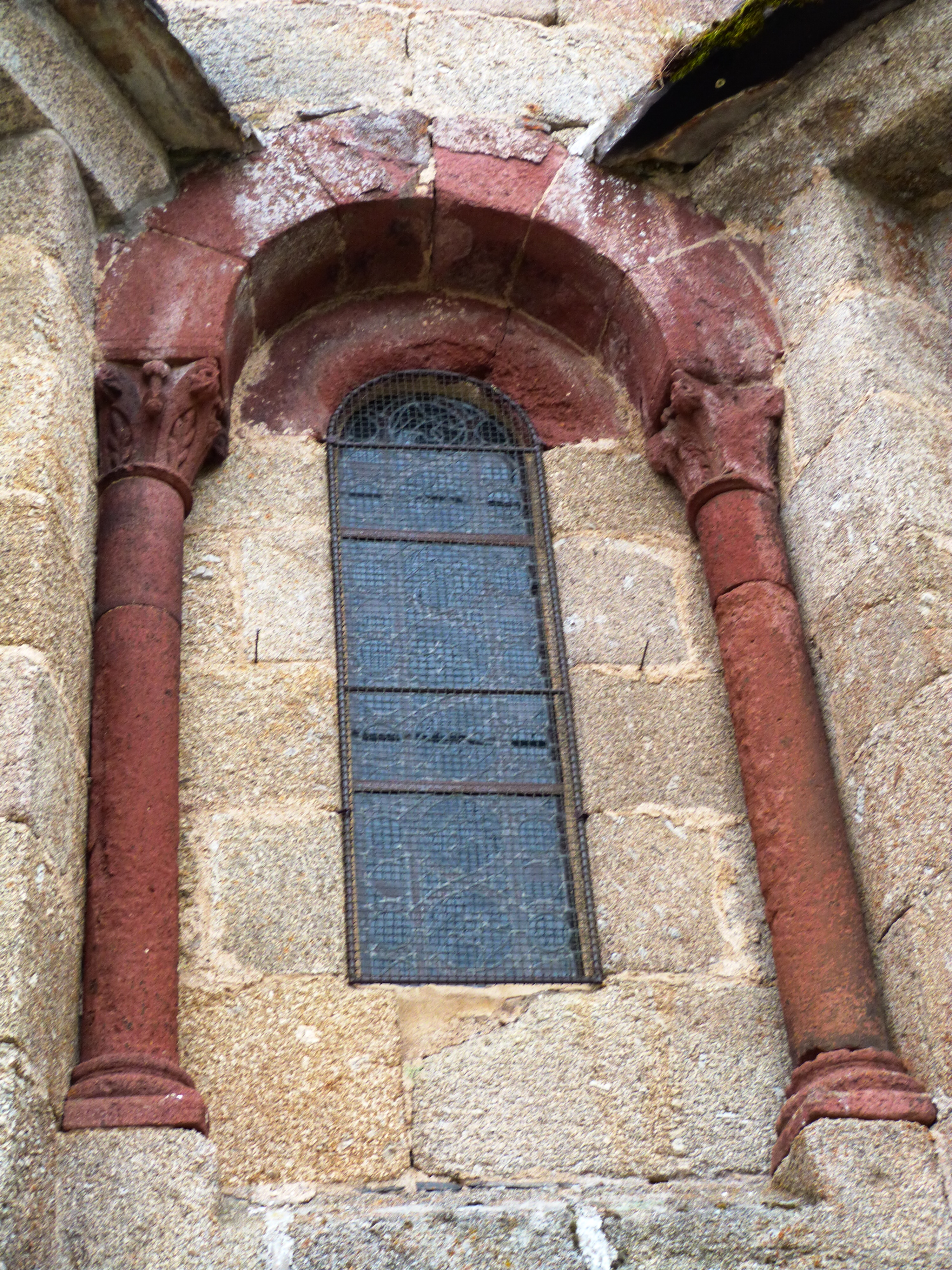
Chorfenster
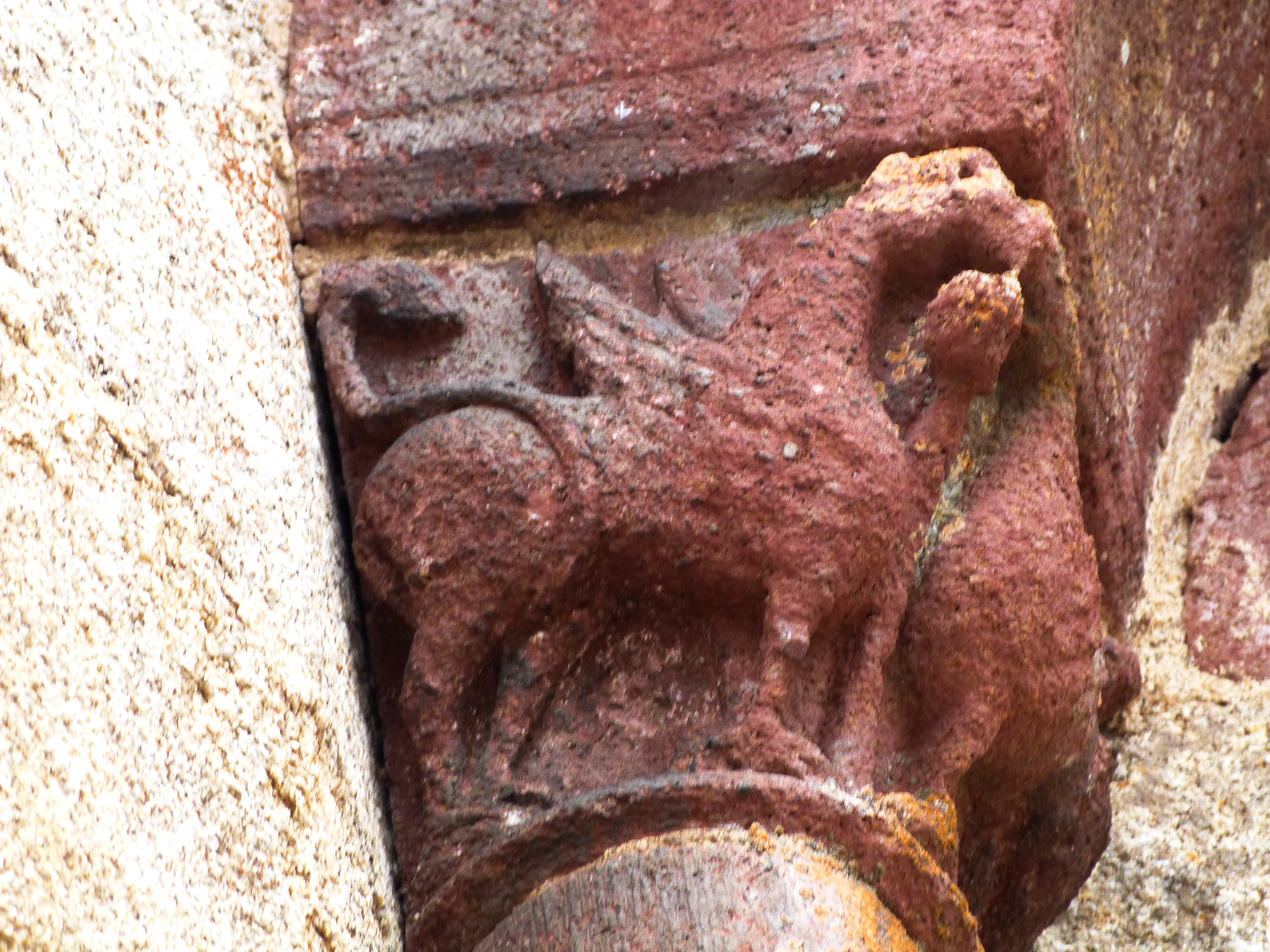
„Leogryph“ am Chorfenster
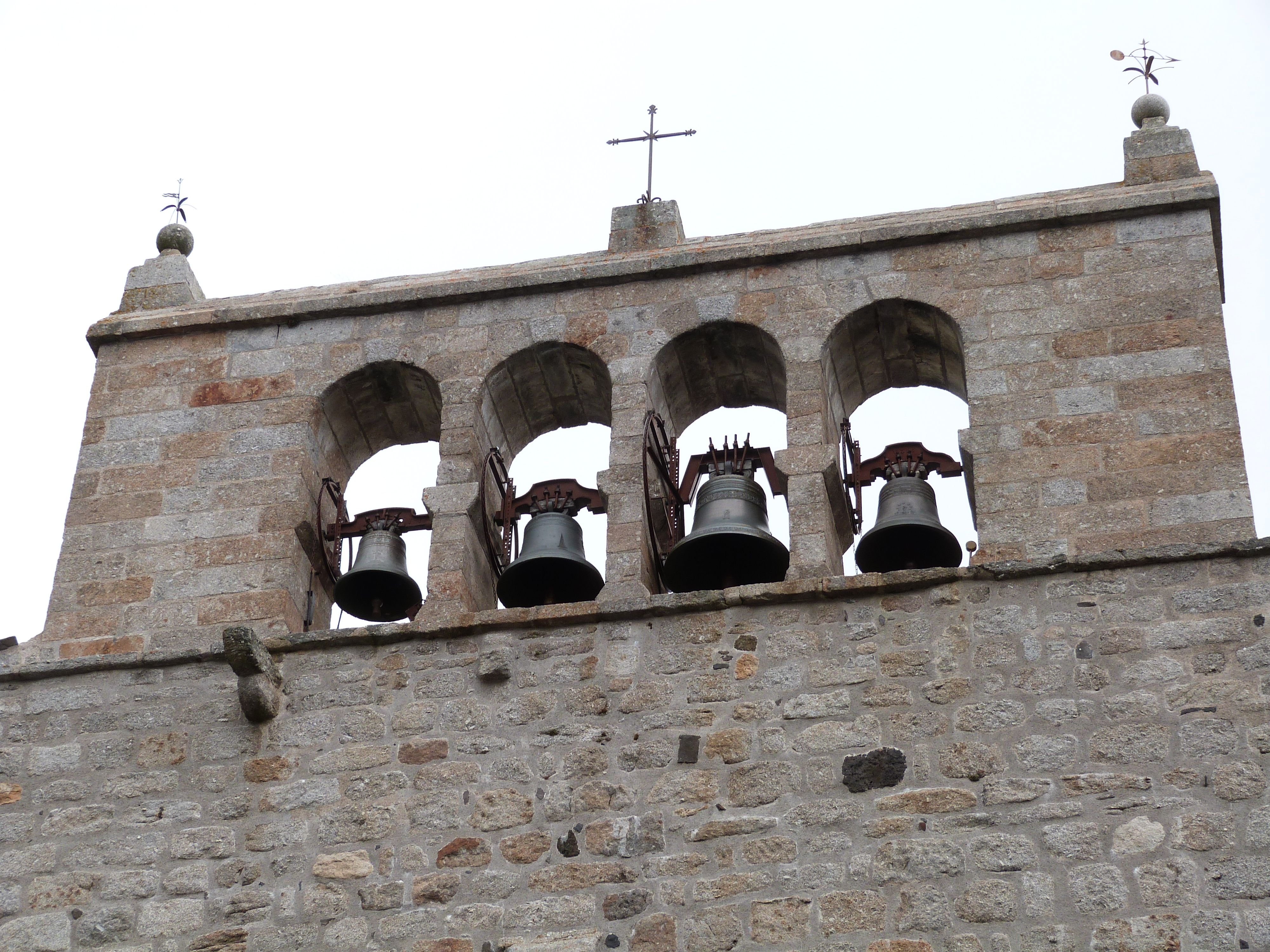
Glockenarkade
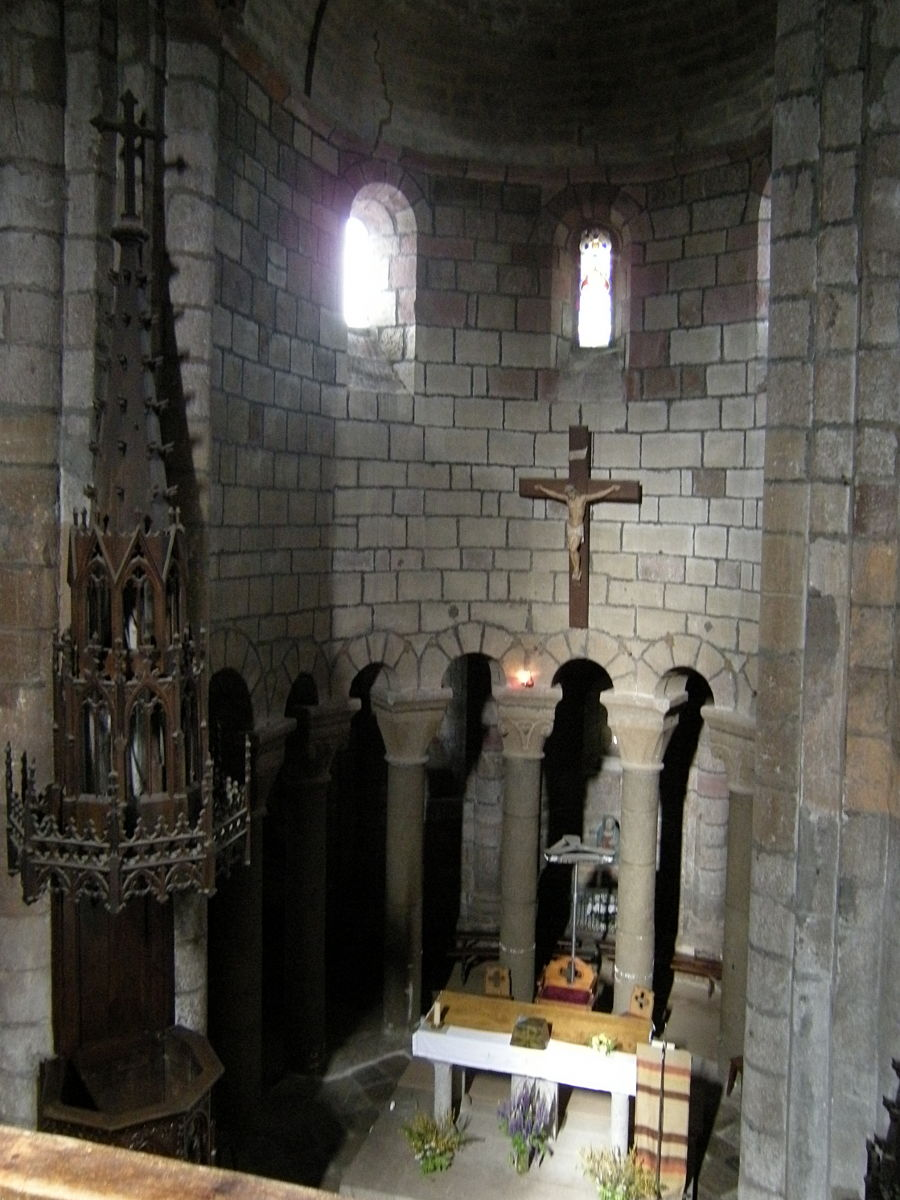
Chorumgang
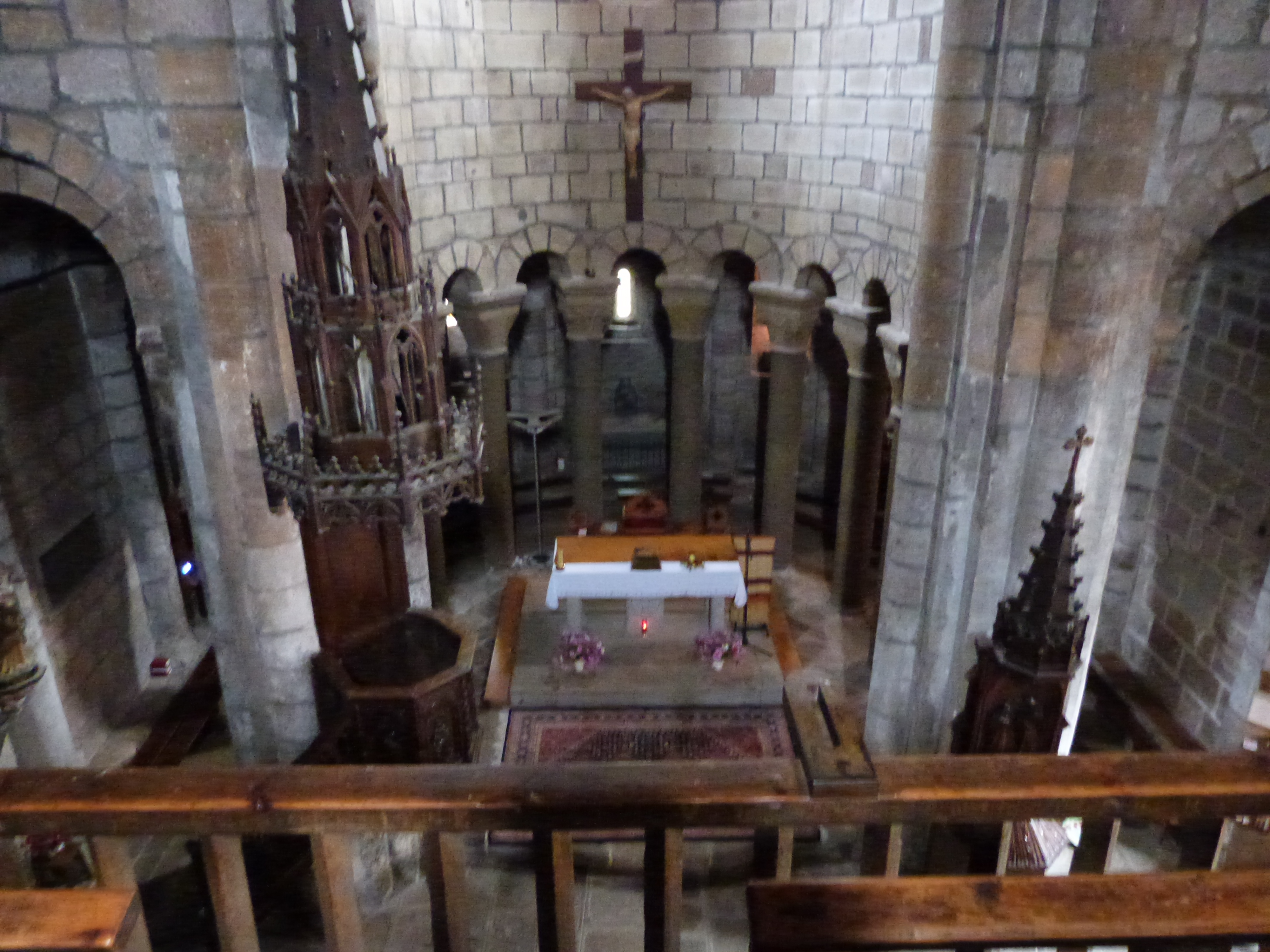
Blick vom Kirchenschiff in den Chorumgang

## Ausstattung
Das neugotische Sakramentshäuschen und die Kanzel stammen aus dem 19. Jahrhundert.